# Попандопуло, Григорий Андреевич
Григорий Андреевич Попандопуло (Папандопуло) (1786, Кея — 9 [21] апреля 1855) — генерал-майор флота, член Аудиториата штаба Черноморского флота и портов. Отец вице-адмирала Ивана Попандопуло и контр-адмирала Александра Попандопуло.

## Биография
Родился в знатной семье на о. Кеа (Греция). В восьмилетнем возрасте был отдан в Греческий кадетский корпус, но в 1796 году перешёл в Морской кадетский корпус, а в 1798 году — в Балтийское штурманское училище, которое окончил в 1800 году штурманом XIV класса. Был оставлен в училище для занятий с воспитанниками училища практическими работами в период 1800—1803 гг. Получив 10 марта 1803 года чин мичмана, он плавал на разных судах до 1812 года; в 1810 году получил чин лейтенанта, а в 1821 году — капитан-лейтенанта.
В 1812—1814 годах служил на Черноморском флоте, в Севастополе — в 82-м флотском экипаже, где занимался обучением гардемаринов «эволюции и пушечной экзерциции». В 1818 году был назначен командиром канонерской лодки. В период 1820—1826 годов служил в Николаеве в разных флотских экипажах.
В 1827 году (24 августа) был назначен, с переименованием в подполковники, командиром 14-го рабочего экипажа, где и прослужил до 1832 года, когда высочайшим приказом от 18 мая был определён членом Аудиториата штаба Черноморского флота и портов.
Был 4 ноября 1836 года произведён в полковники, а 30 августа 1848 года — в генерал-майоры.
За время своей многолетней службы неоднократно получал ордена и другие награды.
Есть сведения, что он умер в 1855 году.

## Семья
Был женат на дочери генерал-майора, Елизавете Ивановне Бордака. Их дети:
- Иван Григорьевич (1823—1891), вице-адмирал
- Надежда Григорьевна (1836—1904), замужем за Михаилом Ивановичем Ставраки (1806—1892); их сын Михаил (1867—1923)[4] был женат на дочери С. А. Лаппо-Данилевского, Надежде.
- Александр Григорьевич (1836—8 апреля  1913), контр-адмирал
- Софья Григорьевна

## Награды
- орден Св. Георгия 4-й ст. (15.02.1819; № 3431)